# Oikawa Koshirō

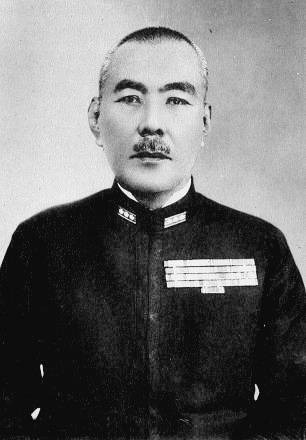
Admiral Oikawa Koshirō (November 1940)

Oikawa Koshirō (jap. 及川 古志郎; * 8. Februar 1883 in der Präfektur Niigata; † 9. Mai 1958) war ein japanischer Admiral der Kaiserlichen Marine, der unter anderem zwischen September 1940 und Oktober 1941 Marineminister war.

## Leben

### Ausbildung und Verwendungen als Offizier
Oikawa Koshirō wuchs in der Präfektur Iwate und begann als Seekadett und Teilnehmer des 31. Lehrgangs seine Ausbildung an der Kaiserlich Japanischen Marineakademie (Kaigun Heigakkō). Nachdem er die Ausbildung abgeschlossen hatte, wurde er am 14. Dezember 1903 zum Fähnrich zur See befördert und zunächst auf den Geschützten Kreuzer Itsukushima sowie am 4. Januar 1904 zum Panzerkreuzer Izumo versetzt, der kurz darauf zum Einsatz im Russisch-Japanischen Krieg bei Port Arthur kam. Am 5. März 1904 erfolgte seine Versetzung zum Kreuzer Chiyoda, mit dem er vom 27. Mai bis 28. Mai 1905 an der Seeschlacht bei Tsushima teilnahm und am 10. September 1904 zum Leutnant zur See (Shōi) befördert wurde. Nach seiner Beförderung zum Oberleutnant zur See (Chūi) am 5. August 1905 wurde er Offizier bei der 20. Torpedoboot-Gruppe und ein Jahr später am 7. August 1906 Offizier an Bord des Transportschiffs Anegawa, ehe er am 26. November 1906 Verwendung im Torpedoausbildungszentrum fand.
Am 15. Januar 1908 wurde Oikawa Koshirō zuerst kommissarischer Abschnittsoffizier sowie nach seiner Beförderung zum Kapitänleutnant (Daii) am 25. September 1908 Abschnittsoffizier auf dem Schlachtschiff Katori. Er besuchte ab dem 25. Mai 1909 den B-Lehrgang der Marinehochschule (Kaigun Daigakkō) sowie seit dem 24. November 1909 den Fortgeschrittenenlehrgang der Torpedoschule. Anschließend wurde er am 23. Mai 1910 Abschnittsoffizier auf dem Schlachtschiff Mikasa sowie am 1. Dezember 1910 Kommandant eines Torpedobootes der 16. Torpedoboot-Gruppe und am 28. April 1911 bis zum 1. Dezember 1912 Kommandant des zur Shirakumo-Klasse gehörenden Torpedobootszerstörers Asashio. Er war zeitweilig vom 1. November bis zum 1. Dezember 1911 zugleich Kommandant des zur Harusame-Klasse gehörenden Zerstörers Asagiri sowie zwischen dem 1. Dezember 1912 und dem 1. Dezember 1913 sowohl Kommandant des zur Murakumo-Klasse gehörenden Zerstörers Yugiri als auch Instrukteur an der Torpedoschule.

### Verwendungen als Stabsoffizier

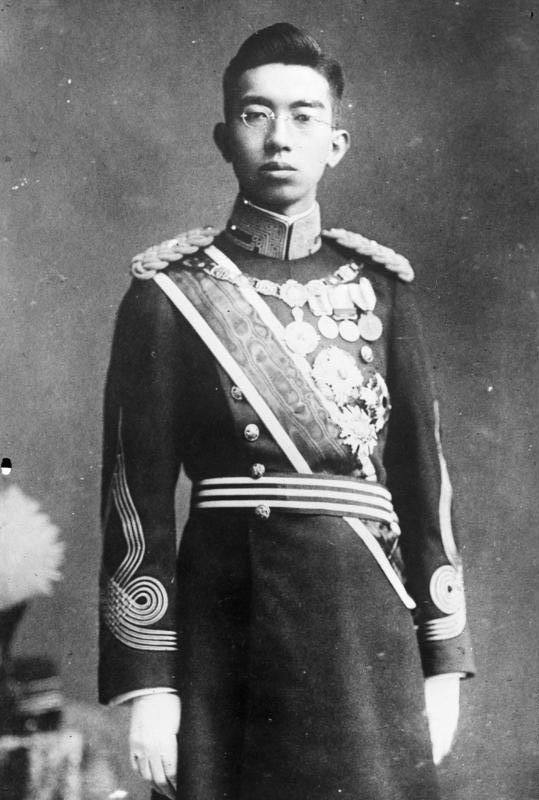
Oikawa Koshirō war zwischen 1915 und 1922 sieben Jahre lang Aide-de-camp des Thronanwärters und Kronprinzen Hirohito

Im Anschluss besuchte Oikawa Koshirō vom 1. Dezember 1913 bis zum 13. Dezember 1915 den A-Lehrgang der Marinehochschule und wurde während dieser Zeit am 1. Dezember 1914 zum Korvettenkapitän (Shōsa) befördert. Danach fungierte er zwischen dem 13. Dezember 1915 und dem 1. Dezember 1922 als Aide-de-camp des Thronanwärters Hirohito, der am 2. November 1916 formell als Kronprinz eingesetzt wurde. Er wurde am 1. Dezember 1919 zum Fregattenkapitän (Chūsa) befördert und fungierte zwischen dem 1. Dezember 1922 und dem 1. Dezember 1923 als Kommandeur der 15. Zerstörer-Gruppe sowie abermals als Instrukteur an der Torpedeobootschule.
Nach seiner Beförderung zum Kapitän zur See (Daisa) am 1. Dezember 1923 übernahm Oikawa Koshirō den Posten als Kommandant des Leichten Kreuzers Kinu sowie am 10. Januar 1924 als Kommandant des Leichten Kreuzers Tama. Im Anschluss wechselte er am 1. Dezember 1924 in den Admiralstab der Marine, in dem er bis zum 1. Dezember 1926 Chef der Sektion 1 der Abteilung 1 war, ehe er zwischen dem 1. Dezember 1926 und dem 10. Dezember 1928 Chefinstrukteur und damit Ausbildungsleiter der Kaiserlich Japanischen Marineakademie war.

### Aufstieg zum Admiral

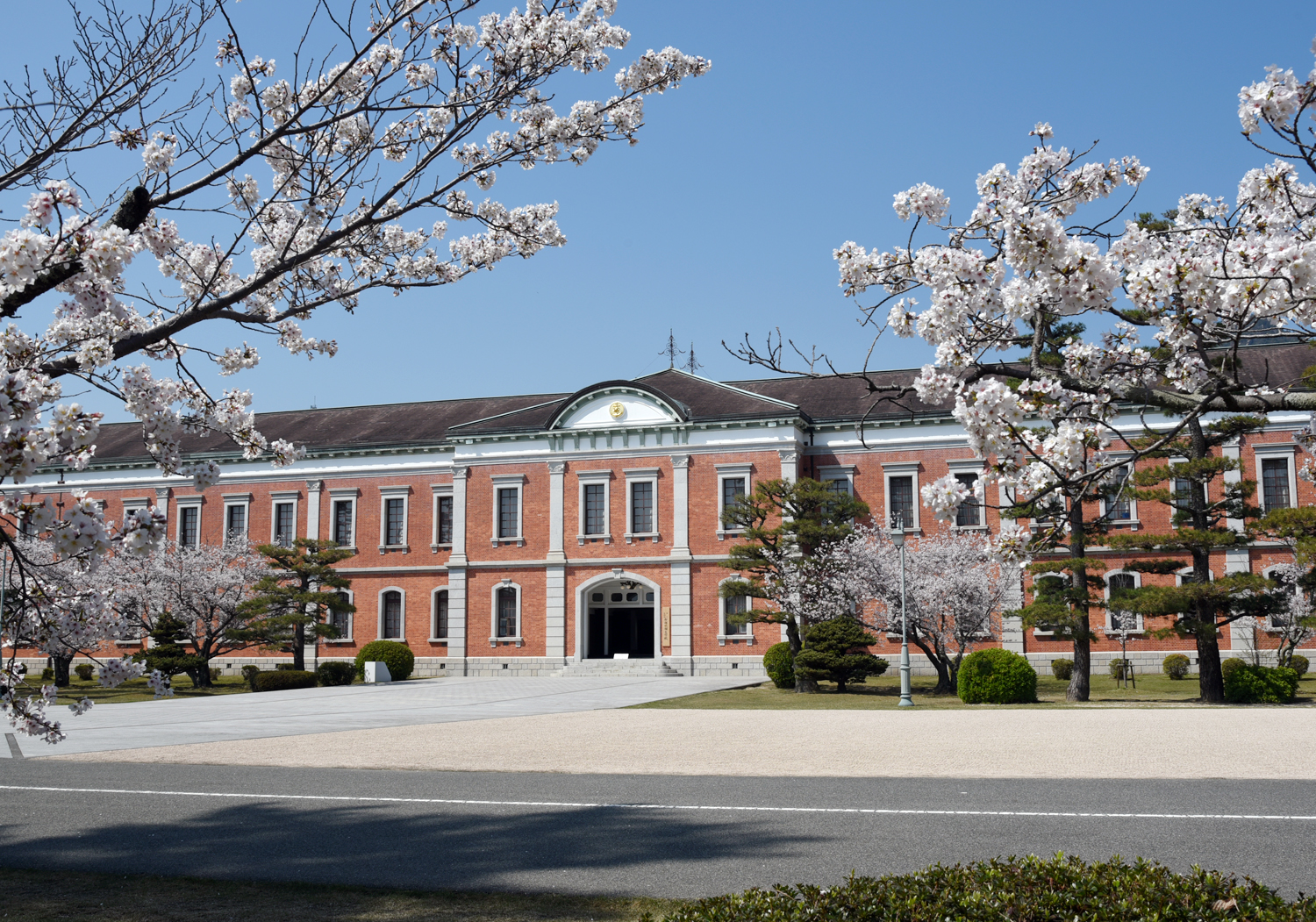
Vizeadmiral Oikawa Koshirō bekleidete zwischen 1933 und 1935 das Amt als Direktor der Kaiserlich Japanischen Marineakademie (Kaigun Heigakkō)

Nach seiner Beförderung zum Konteradmiral (Shōshō) am 10. Dezember 1928 wurde Oikawa Koshirō Chef des Stabes des Marinedistrikts Kure sowie anschließend vom 18. Juni 1930 bis zum 15. November 1932 Chef der Abteilung 1 (Gunreibu Daiichi Bu) des Generalstabes der Marine. Nachdem er zwischen dem 15. November 1932 und dem 3. Oktober 1933 Kommodore des 1. Marineflieger-Geschwaders war, löste er am 3. Oktober 1933 Vizeadmiral Matsushita Hajime als Direktor der Kaiserlich Japanischen Marineakademie ab. Diesen Posten hatte er bis zu seiner Ablösung durch Vizeadmiral Idemitsu Manbei am 15. November 1935 inne und wurde in dieser Verwendung am 15. November 1933 ebenfalls zum Vizeadmiral (Chūjō) befördert.
Am 15. November 1935 wurde Oikawa Koshirō zunächst kurzzeitig in den Admiralstab der Marine versetzt, übernahm aber bereits am 2. Dezember 1935 den Posten als Oberkommandierender der 3. Flotte. Im Anschluss fungierte er zwischen dem 1. Dezember 1936 und dem 25. April 1938 als Direktor des Marinefliegerkommandos (Kaigun Koku Honbu) und danach vom 25. April 1938 bis zum 1. Mai 1940 als Oberkommandierender der China-Regionalflotte (Shina Homen Kantai). Als solcher wurde er in Personalunion zwischen dem 25. April 1938 und dem 15. November 1939 abermals Oberkommandierender der 3. Flotte und erhielt am 15. November 1939 auch seine Beförderung zum Admiral (Taisho). Er war zwischen dem 1. Mai und dem 5. September 1940 sowohl Oberkommandierender des Marinedistrikts Yokosuka als Mitglied des Admiralitätsausschusses.

### Marineminister
Am 5. September 1940 übernahm Oikawa Koshirō von Admiral Yoshida Zengo den Posten als Marineminister im zweiten Kabinett von Premierminister Konoe Fumimaro. In seiner Amtszeit stimmt die Marine dem Dreimächtepakt zu, die vorher aus militärischer Sicht kein Vertrauen in den Kampf gegen die Vereinigten Staaten hatte. Der damalige Vizeminister Toyoda Teijirō (nicht zu Verwechseln mit Toyoda Soemu, dem Oberbefehlshaber der Kombinierten Flotte) beurteilte die damalige Situation so: „Wahrhaftig, im Herzen ist die Marine gegen den Dreierpakt, aber da die innenpolitische Situation eine weitere Opposition seitens der Marine nicht mehr zulässt, billigt die Marine ihn unweigerlich, wenn auch aus politischen Gründen.“
Dieses Ministeramt bekleidete er auch im dritten Kabinett Konoe bis zu seiner Ablösung durch Admiral Shimada Shigetarō am 18. Oktober 1941 nach der Bildung eines neuen Kabinetts durch Premierminister Tōjō Hideki. Am 7. Januar 1941 verfasste Admiral Isoroku Yamamoto ein Memorandum an ihn als Marineminister, in dem dieser darauf hinwies, dass im Falle eines Pazifikkrieges eine abwartende Strategie mit klassischen Seegefechten für die japanische Marine in den bisherigen Planspielen und Manövern nicht zu gewinnen war und daher die seegestützten Luftstreitkräfte auszubauen seien. Ein konzentrierter Angriff auf die US-Flotte gleich zu Kriegsbeginn würde nicht nur deren Moral einen schweren Schlag versetzen sowie Angriffe auf Japan selbst verhindern, sondern dem Kaiserreich auch ein Zeitfenster von sechs bis zwölf Monaten verschaffen, um Südostasien mit seinen wichtigen Rohstoffquellen zu erobern.
Nach seinem Ausscheiden aus dem Ministeramt gehörte er vom 18. Oktober 1941 bis zum 2. August 1944 dem Marinerat als Mitglied an. Zugleich war er zwischen dem 10. Oktober 1940 und dem 15. November 1943 Direktor der Marinehochschule (Kaigun Daigakkō) sowie vom 15. November 1943 bis zu seiner Ablösung durch Admiral Nomura Naokuni am 2. August 1944 erster Oberkommandierender der Maritimen Gegleitflotte (Kaijo Goei Sotai).
Anschließend übernahm Admiral Oikawa am 2. August 1944 von Admiral Shimada Shigetarō den Posten als Chef des Admiralstabes der Kaiserlich Japanischen Marine (Kaigun Gunrei Bucho), den er bis zu seiner Ablösung durch Admiral Toyoda Soemu am 29. Mai 1945 innehatte. Danach gehörte er zwischen dem 29. Mai 1945 und seiner Versetzung in die Reserve am 5. September 1945 erneut dem Marinerat als Mitglied an und war zwischen dem 1. Juni und dem 9. September 1945 Vorsitzender von dessen Wissenschafts- und Technologieausschusses.